# Halvgud

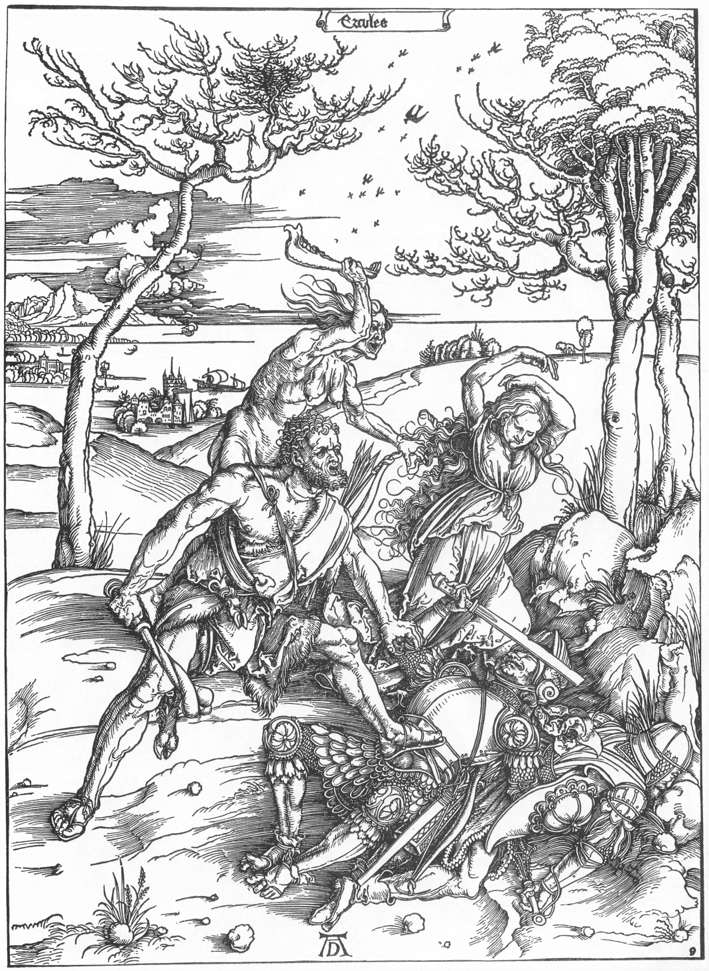
Herkules av Albrecht Dürer. ca 1496

En halvgud är hälften människa och hälften gud. De var hjältar med övermänskliga krafter. Ett exempel var Herakles, son till Zeus och den mykenska drottningen Alkmene.
I bokserien Percy Jackson är huvudkaraktären en halvgud och hans far är Poseidon, Havsguden. I bokseriens värld finns grekiska gudarna i hemlighet och det är så vanlig med halvgudar att Percy blir skickad till ett läger för halvgudar.